# 崔穷古
崔穷古（?—?），辽朝大臣，曾经担任侍中。
崔穷古在辽太宗时代担任侍中。侍中是门下省的长官，是辽国的南面官。会同三年（940年）九月庚午，崔穷古劝谏辽太宗：“晋主听说陛下多次游猎，意请节制。”辽太宗说：“朕进行畋猎，不只是从乐，还是通过它练习武事。”于是以诏谕解释。